# Box-office 2023 au Canada et aux États-Unis
Cet article traite du box-office de 2023 au Canada et aux États-Unis.

## Classement
| Rang | Titre                                                        | Pays | Réalisateur(s)                                    | Budget en USD | Recettes      | Week-end |
| ---- | ------------------------------------------------------------ | ---- | ------------------------------------------------- | ------------- | ------------- | -------- |
| 1.   | Barbie                                                       |      | Greta Gerwig                                      | 145 000 000   | 636 238 421 $ | 19 (fin) |
| 2.   | Super Mario Bros. le film                                    |      | Aaron Horvath Michael Jelenic                     | 100 000 000   | 574 934 330 $ | 25 (fin) |
| 3.   | Spider-Man : Across the Spider-Verse                         |      | Kemp Powers Joaquim Dos Santos Justin K. Thompson | 150 000 000   | 381 311 319 $ | 15 (fin) |
| 4.   | Les Gardiens de la Galaxie Vol. 3                            |      | James Gunn                                        | 250 000 000   | 358 995 815 $ | 14 (fin) |
| 5.   | Oppenheimer                                                  |      | Christopher Nolan                                 | 100 000 000   | 329 862 540 $ | 34 (fin) |
| 6.   | La Petite Sirène                                             |      | Rob Marshall                                      | 250 000 000   | 298 172 056 $ | 16 (fin) |
| 7.   | Wonka                                                        |      | Paul King                                         | 125 000 000   | 218 402 312 $ | 16 (fin) |
| 8.   | Ant-Man et la Guêpe : Quantumania                            |      | Peyton Reed                                       | 200 000 000   | 214 504 909 $ | 17 (fin) |
| 9.   | John Wick : Chapitre 4                                       |      | Chad Stahelski                                    | 100 000 000   | 187 131 806 $ | 12 (fin) |
| 10.  | Sound of Freedom                                             |      | Alejandro Monteverde                              | 14 500 000    | 184 178 046 $ | 13 (fin) |
| 11.  | Taylor Swift : The Eras Tour                                 |      | Sam Wrench                                        | 15 000 000    | 180 756 269 $ | 10 (fin) |
| 12.  | Indiana Jones et le Cadran de la destinée                    |      | James Mangold                                     | 294 000 000   | 174 480 468 $ | 11 (fin) |
| 13.  | Mission impossible : Dead Reckoning                          |      | Christopher McQuarrie                             | 291 000 000   | 172 135 383 $ | 10 (fin) |
| 14.  | Hunger Games : La Ballade du serpent et de l'oiseau chanteur |      | Francis Lawrence                                  | 100 000 000   | 166 350 594 $ | 9 (fin)  |
| 15.  | Transformers: Rise of the Beasts                             |      | Steven Caple Jr.                                  | 195 000 000   | 157 066 392 $ | 9 (fin)  |
| 16.  | Creed III                                                    |      | Michael B. Jordan                                 | 75 000 000    | 156 248 615 $ | 11 (fin) |
| 17.  | Élémentaire                                                  |      | Peter Sohn                                        | 200 000 000   | 154 426 697 $ | 14 (fin) |
| 18.  | Fast and Furious X                                           |      | Louis Leterrier                                   | 340 000 000   | 145 960 660 $ | 9 (fin)  |
| 19.  | Five Nights at Freddy's                                      |      | Emma Tammi                                        | 20 000 000    | 137 275 620 $ | 8 (fin)  |
| 20.  | Migration                                                    |      | Benjamin Renner Guylo Homsy                       | 72 000 000    | 127 306 285 $ | 11 (fin) |
| 21.  | Aquaman et le Royaume perdu                                  |      | James Wan                                         | 205 000 000   | 124 475 778 $ | 10 (fin) |
| 22.  | Ninja Turtles: Teenage Years                                 |      | Jeff Rowe Kyler Spears                            | 70 000 000    | 118 613 586 $ | 12 (fin) |
| 23.  | Scream VI                                                    |      | Matt Bettinelli-Olpin Tyler Gillett               | 35 000 000    | 108 161 389 $ | 9 (fin)  |
| 24.  | The Flash                                                    |      | Andrés Muschietti                                 | 220 000 000   | 108 133 313 $ | 7 (fin)  |
| 25.  | Les Trolls 3                                                 |      | Walt Dohrn                                        | 100 000 000   | 102 996 915 $ | 14 (fin) |

## Box-office par semaine
| #  | Date               | Film no 1                                                    | Recettes      |
| -- | ------------------ | ------------------------------------------------------------ | ------------- |
| 1  | 6 janvier 2023     | Avatar : La Voie de l'eau                                    | 45 838 986 $  |
| 2  | 13 janvier 2023    | Avatar : La Voie de l'eau                                    | 32 824 684 $  |
| 3  | 20 janvier 2023    | Avatar : La Voie de l'eau                                    | 20 133 106 $  |
| 4  | 27 janvier 2023    | Avatar : La Voie de l'eau                                    | 15 968 532 $  |
| 5  | 3 février 2023     | Knock at the Cabin                                           | 14 127 170 $  |
| 6  | 10 février 2023    | Magic Mike : Dernière Danse                                  | 8 305 317 $   |
| 7  | 17 février 2023    | Ant-Man et la Guêpe : Quantumania                            | 106 109 650 $ |
| 8  | 24 février 2023    | Ant-Man et la Guêpe : Quantumania                            | 31 964 803 $  |
| 9  | 3 mars 2023        | Creed III                                                    | 58 370 007 $  |
| 10 | 10 mars 2023       | Scream VI                                                    | 44 447 270 $  |
| 11 | 17 mars 2023       | Shazam! La Rage des Dieux                                    | 30 111 158 $  |
| 12 | 24 mars 2023       | John Wick : Chapitre 4                                       | 73 817 950 $  |
| 13 | 31 mars 2023       | Donjons et Dragons : L'Honneur des voleurs                   | 37 205 784 $  |
| 14 | 7 avril 2023       | Super Mario Bros. le film                                    | 146 361 865 $ |
| 15 | 14 avril 2023      | Super Mario Bros. le film                                    | 92 347 190 $  |
| 16 | 21 avril 2023      | Super Mario Bros. le film                                    | 59 930 940 $  |
| 17 | 28 avril 2023      | Super Mario Bros. le film                                    | 40 835 805 $  |
| 18 | 5 mai 2023         | Les Gardiens de la Galaxie Vol. 3                            | 118 414 021 $ |
| 19 | 12 mai 2023        | Les Gardiens de la Galaxie Vol. 3                            | 62 008 548 $  |
| 20 | 19 mai 2023        | Fast and Furious X                                           | 67 017 410 $  |
| 21 | 26 mai 2023        | La Petite Sirène                                             | 95 578 040 $  |
| 22 | 2 juin 2023        | Spider-Man : Across the Spider-Verse                         | 120 663 589 $ |
| 23 | 9 juin 2023        | Transformers: Rise of the Beasts                             | 61 045 464 $  |
| 24 | 16 juin 2023       | The Flash                                                    | 55 043 679 $  |
| 25 | 23 juin 2023       | Spider-Man : Across the Spider-Verse                         | 19 003 633 $  |
| 26 | 30 juin 2023       | Indiana Jones et le Cadran de la destinée                    | 60 368 101 $  |
| 27 | 7 juillet 2023     | Insidious: The Red Door                                      | 33 013 036 $  |
| 28 | 14 juillet 2023    | Mission impossible : Dead Reckoning                          | 54 688 347 $  |
| 29 | 21 juillet 2023    | Barbie                                                       | 162 022 044 $ |
| 30 | 28 juillet 2023    | Barbie                                                       | 93 011 602 $  |
| 31 | 4 août 2023        | Barbie                                                       | 53 008 647 $  |
| 32 | 11 août 2023       | Barbie                                                       | 33 833 294 $  |
| 33 | 18 août 2023       | Blue Beetle                                                  | 25 030 225 $  |
| 34 | 25 août 2023       | Gran Turismo                                                 | 17 410 552 $  |
| 35 | 1er septembre 2023 | Equalizer 3                                                  | 42 815 433 $  |
| 36 | 8 septembre 2023   | La Nonne : La Malédiction de Sainte-Lucie                    | 32 603 336 $  |
| 37 | 15 septembre 2023  | La Nonne : La Malédiction de Sainte-Lucie                    | 14 534 579 $  |
| 38 | 22 septembre 2023  | La Nonne : La Malédiction de Sainte-Lucie                    | 8 550 110 $   |
| 39 | 29 septembre 2023  | La Pat' Patrouille : La Super Patrouille, le film            | 22 764 354 $  |
| 40 | 6 octobre 2023     | L'Exorciste : Dévotion                                       | 26 497 600 $  |
| 41 | 13 octobre 2023    | Taylor Swift : The Eras Tour                                 | 92 804 678 $  |
| 42 | 20 octobre 2023    | Taylor Swift : The Eras Tour                                 | 33 209 039 $  |
| 43 | 27 octobre 2023    | Five Nights at Freddy's                                      | 80 001 720 $  |
| 44 | 3 novembre 2023    | Five Nights at Freddy's                                      | 19 001 870 $  |
| 45 | 10 novembre 2023   | The Marvels                                                  | 46 110 859 $  |
| 46 | 17 novembre 2023   | Hunger Games : La Ballade du serpent et de l'oiseau chanteur | 44 607 143 $  |
| 47 | 24 novembre 2023   | Hunger Games : La Ballade du serpent et de l'oiseau chanteur | 42 206 080 $  |
| 48 | 1er décembre 2023  | Renaissance: A Film by Beyoncé                               | 21 801 216 $  |
| 49 | 8 décembre 2023    | Le Garçon et le Héron                                        | 12 972 683 $  |
| 50 | 15 décembre 2023   | Wonka                                                        | 39 005 800 $  |
| 51 | 22 décembre 2023   | Aquaman et le Royaume perdu                                  | 27 686 211 $  |
| 52 | 29 décembre 2023   | Wonka                                                        | 22 477 006 $  |